# Fugazi (Fugazi)
Fugazi (conosciuto anche come Seven Songs) è l'EP d'esordio del gruppo omonimo pubblicato nel 1988 per la Dischord Records. È considerato da molti una pietra miliare dell'hardcore punk.
L'album fu in origine pubblicato solo su vinile, nel 1990 fu stampato su CD assieme all'EP successivo Margin Walker in una raccolta chiamata 13 Songs.

## Tracce (Dischord 30)[2]

### Lato A
1. Waiting Room - 2:54
2. Bulldog Front - 2:53
3. Bad Mouth - 2:36
4. Burning - 2:39

### Lato B
1. Give Me the Cure - 2:59
2. Suggestion - 4:44
3. Glue Man - 4:21